# Przyrośl
Przerośl - uroczysko, dawna miejscowość  w Polsce położona w województwie warmińsko-mazurskim, w powiecie piskim, w gminie Pisz.
Dawna wieś – osada służebna, dobra wolnych (wcześniej jako Przerośl – „zu Przerosla”). Osada powstała w ramach kolonizacji Wielkiej Puszczy w komturstwie piskim. Wcześniej był to obszar Galindii.
Wieś ziemiańska, dobra służebne w posiadaniu drobnego rycerstwa (tak zwani wolni, ziemianie w języku staropolskim), z obowiązkiem służby rycerskiej (zbrojnej).
Osada lokowana w 1562 r., kiedy to książę Albrecht nadał Abrahamowi Lautterschkowi, jeden łan niejakiemu Wojtkowi Przyrośli (ale tylko na czas jego życia). Nazwa okolicy i pierwotna nazwa osady Przyrośl najprawdopodobniej wzięła się od pierwszego właściciela. Dobra Wojtka znajdowały się po drugiej stronie jeziora w stosunku do osady Sowiróg i znajdowały się przy książęcej budzie myśliwskiej zwanej Przyrośl. W 1579 r. dokumenty odnotowywały tylko budę myśliwską w Przyrośli (dawny majątek Wojtka już nie istniał). Osada należała parafii w Piszu.
W serwisie www.meyersgaz.org jako Przyroscheln, na mapie z początku XX w., zaznaczono kilkanaście budynków, populacja 137 osób.
Na zdjęciach satelitarnych z początku XXI w. w miejscu wsi jest las.